# Mel Lewis
Mel Lewis, właśc. Melvin Sokoloff (ur. 10 maja 1929 w Buffalo, zm. 2 lutego 1990 w Nowym Jorku) – amerykański perkusista jazzowy i bandlider.

## Życiorys
Jego rodzice byli żydowskimi emigrantami z Rosji. Ojciec był perkusistą i Mel już w wieku trzech lat bawił się bębnami. Choć Sokoloff-senior nie chciał, żeby i syn został perkusistą, bardzo prędko nauczył go podstaw gry i regularnie zabierał na swoje występy.
W wieku trzynastu lat Mel zaczął grać zawodowo z triem występującym w jednej z lokalnych sal tanecznych. Dwa lata później wstąpił do Związku Zawodowego Muzyków i zaangażował się do big-bandu. Grywał w dużych i małych składach różnorodny repertuar, „obsługując” również wesela i bar micwy. Jednocześnie chodził na koncerty słynnych jazzmenów (m.in. Maxa Roacha i Arta Blakey’ego), występujących gościnne w Buffalo.
Mając osiemnaście lat trafił do orkiestry Lenniego Lewisa (zbieżność nazwisk przypadkowa), w której składzie znajdowali się m.in. muzycy z czasowo rozwiązanego big-bandu Duke’a Ellingtona. Z zespołem tym wyjechał do Nowego Jorku i występował w słynnych salach Savoy Ballroom i Apollo Theater. Następnie grał w big-bandzie Boyda Raeburna i przez dłuższy czas w orkiestrach Alvino Reya, Raya Anthony’ego i Texa Benekego, wykonujących muzykę popularną.
Lewis, który uważał się przede wszystkim za muzyka jazzowego, chciał się dostać do orkiestry grającej wyłącznie ten rodzaj muzyki. Był jednak perkusistą mało znanym, a na dodatek działały wówczas tylko cztery znaczące big-bandy jazzowe: Duke’a Ellingtona, Counta Basiego, Woody’ego Hermana i Stana Kentona. Dopiero w 1954 udało mu się dołączyć do orkiestry Kentona (dzięki wcześniejszej rekomendacji Maynarda Fergusona, kolegi z zespołu Raeburna), którą opuścił perkusista Stan Levey. Grał w niej przez dwa lata, podczas których zaprzyjaźnił się z głównym aranżerem Kentona, saksofonistą Billem Holmanem. Obaj założyli wówczas własne combo.
W 1957 Lewis przeniósł się do Los Angeles. Następnie współpracował m.in. z Gerrym Mulliganem (w The Gerry Mulligan Concert Jazz Band), Dizzym Gillespiem, Bennym Goodmanem, Frankiem Sinatrą. W 1963 powrócił do Nowego Jorku, gdzie został stałym członkiem orkiestry radiowo-telewizyjnej koncernu ABC, nie przestając regularnie występować w znanych zespołach jazzowych, koncertujących w Stanach Zjednoczonych i Europie. Od 1966 często współpracował z Thadem Jonesem, co zaowocowało powstaniem Thad Jones/Mel Lewis Orchestra, jednego z najważniejszych big-bandów drugiej połowy XX w. W jej składzie znajdowali się m.in. Bob Brookmeyer, saksofoniści Pepper Adams, Billy Harper i Joe Farrell oraz trębacze Snooky Young i Jon Faddis. Jako współlider zespołu, Lewis zajmował się sprawami organizacyjnymi, m.in. przesłuchaniami i rekrutacją muzyków. Choć sam był wybitnym instrumentalistą o wyjątkowym wyczuciu gry bigbandowej, kierownictwo muzyczne i aranżowanie repertuaru pozostawiał Thadowi Jonesowi lub Bobowi Brookmeyerowi. Siedzibą orkiestry Jonesa/Lewisa był słynny, nowojorski klub The Village Vanguard, w którym regularnie występowała w poniedziałkowe wieczory. Odbywała również liczne tournées. Za płytę Live in Munich, nagraną w 1978 otrzymała rok później nagrodę Grammy.
W 1978 Thad Jones nieoczekiwanie przeprowadził się do Kopenhagi i obowiązki jedynego lidera zespołu przejął Lewis, zmieniając jego nazwę na: Mel Lewis and the Jazz Orchestra, i powierzając rolę głównego aranżera Bobowi Brookmeyerowi. Obok licznych tournées oraz sesji nagraniowych, big-band nadal w poniedziałki występował w The Village Vanguard również jako The Vanguard Jazz Orchestra.
Pod koniec lat 80. u Lewisa wykryto złośliwy nowotwór, który wskutek licznych przerzutów, doprowadził do śmierci muzyka. Lewis zmarł w Nowym Jorku 2 lutego 1990 na kilka dni przed 24. rocznicą występów jego orkiestry w The Village Vanguard.

## Edukator
Mel Lewis wraz z Clemem Derosą jest autorem podręcznika jazzowej gry na perkusji, pt. It’s Time for the Big Band Drummer (wyd. Kendor Music Inc, KN.21170, 1978). W latach 70. i 80. prowadził także warsztaty instrumentalne w William Patterson State College w New Jersey. Sam przez większość kariery grał na bębnach firmy Gretsch, które w późniejszych latach zastąpił zestawem marki Slingerland.

## Dyskografia

### Thad Jones/Mel Lewis Orchestra
- 1966/1994 Presenting Joe Williams and Thad Jones - Mel Lewis the Jazz Orchestra (Blue Note)
- 1978 It Only Happens Every Time z Monicą Zetterlund (EMI)
- 1994 Thad Jones/Mel Lewis Big Band • Village Vanguard Live Sessions 3 (Absolute Spain)
- 1994 Presenting Joe Williams & Thad Jones/Mel Lewis The Jazz Orchestra (Blue Note)
- 1996 Mel Lewis Thad Jones • Dedication (Laserlight)
- 1996 The Thad Jones/Mel Lewis Orchestra • Swiss Radio Days Jazz Series 4 (TCB)
- 1997 Live in Tokyo (Columbia Japan)
- 2002 The Big Band Sound of Thad Jones and Mel Lewis featuring Miss Ruth Brown (Koch Records)
- 2002 Thad Jones & Mel Lewis Consummation (Blue Note)
- 2002 Opening Night • Thad Jones/Mel Lewis Big Band at the Village Vanguard February 7, 1966 (AGP)
- 2004 Thad Jones/Mel Lewis Jazz Orchestra • Central Park North (Blue Note)
- 2006 Thad Jones Mel Lewis Live on Tour Switzerland (LRC Ltd.)
- 2005 Thad Jones & Mel Lewis Live at the Village Vanguard (Blue Note)
- 2007 Thad Jones/Mel Lewis Orchestra in Europe 1978 (Vertriebsges.mbH/ITM Archive)
- 2007 Rhonda Scott in New York with Thad Jones & Mel Lewis (EmArcy)
- 2009 Thad Jones Mel Lewis Live (LRC Ltd.)
- 2009 Thad Jones/Mel Lewis Orchestra • Complete Live in Poland 1976 & 1978 (Gambit)

### Mel Lewis and the Jazz Orchestra
- 1979 Naturally (Telarc)
- 1980 Live in Montreux: Mel Lewis Plays Herbie Hancock (MPS/Pausa)
- 1980 Live at the Village Vanguard, February 1980 (Max Cat Records)
- 1982 Mel Lewis and the Jazz Orchestra (Finesse)
- 1985 20 Years at the Village Vanguard (Atlantic)
- 1988 Definitive Thad Jones, Vol. 1 (Music Masters)
- 1988 Definitive Thad Jones, Vol. 2 (Music Masters)
- 1988 Soft Lights and Hot Music (Music Masters)
- 1990 To You • A Tribute to Mel Lewis (Music Masters)

### Jako lider
- 1989 Mel Lewis Sextet • The Lost Art (Music Masters)
- 1997 The New Mel Lewis Quintet Live (InAkustik)
- 1990 Mel Lewis and Friends (A&M)
- 1995 Mellifuous (Landmark Records)
- 1997 Mel Lewis Sextet (VSOP)
- 1997 Bill Holman/Mel Lewis Quintet • Jive for Five (VSOP)
- 2004 Got' Cha (Freshsound)

### Jakosideman
Z Martym Paichem
- 1957 Marty Paich Trio

z Garym McFarlandem
- 1963 Point of Departure (Impulse!)
- 1965 Tijuana Jazz (Impulse!)

z Shirley Scott
- 1965 Latin Shadows (Impulse!)

z Chico O’Farrillem
- 1966 Nine Flags (Impulse!)

z Rayem Anthonym
- 2007 Classic Years of Ray Anthony (Prestige Elite)

z Jackiem Montrosem
- 2010 Jack Montrose • Blues and Vanilla & The Horn's Full (Fresh Sound Records)